# Arbuz
Arbuz, kawon (Citrullus Schrad.) – rodzaj roślin z rodziny dyniowatych. Obejmuje 7 gatunków. Cztery z nich rosną w południowej Afryce. C. mucosospermus rośnie w tropikalnej Afryce Zachodniej oraz Sudanie. Arbuz kolokwinta C. colocynthis rośnie w północnej Afryce, na południowych krańcach Europy i w południowo-zachodniej Azji. Duże znaczenie użytkowe ze względu na soczyste, jadalne owoce ma arbuz zwyczajny C. lanatus pochodzący z północno-zachodniej Afryki, prawdopodobnie udomowiony tam już ponad 5 tysięcy lat temu. W Polsce arbuz zwyczajny i kolokwinta są uprawiane, ten drugi także przejściowo dziczeje (ma status efemerofita). 

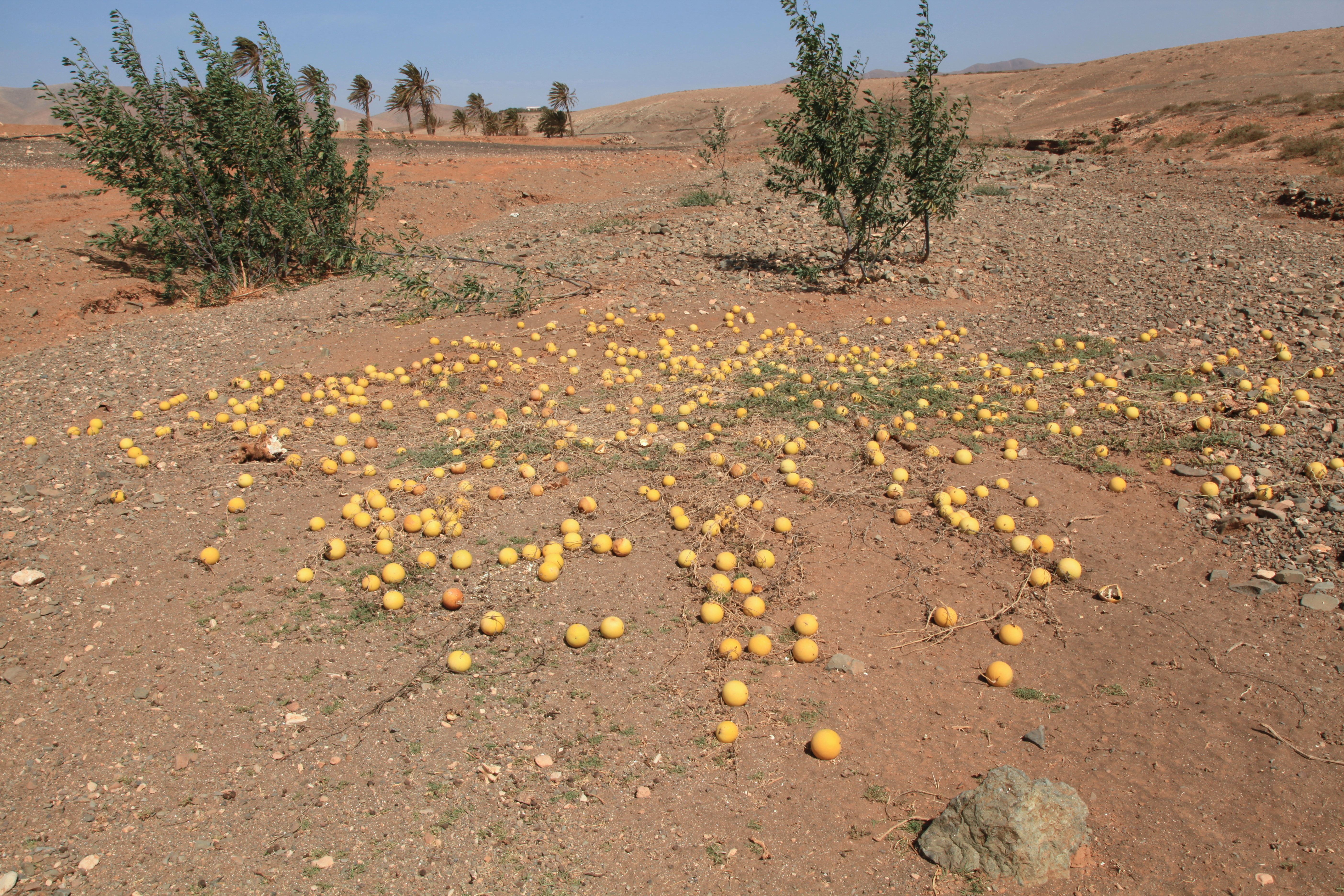
Owocujący arbuz kolokwinta

## Morfologia
PokrójRośliny jednoroczne i byliny o pędach płożących lub wspinających się, szorstkich z powodu brodawkowatego i szczeciniastego owłosienia. Wąsy czepne 2- lub 3-dzielne, rzadko pojedyncze.
LiścieOkrągławe do trójkątnie lancetowatych, głęboko 3–5-dzielne, o brzegu zatokowo wcinanym i odlegle piłkowanym. Powierzchnia blaszki gruczołowata.
KwiatyRośliny są jednopienne – na tych samych roślinach wyrastają w różnych węzłach kwiaty rozdzielnopłciowe –  żeńskie i męskie. Hypancjum jest dzwonkowate. Korona kwiatu i kielich składają się z 5 elementów każdy. Płatki korony są żółte i zrośnięte w dolnej połowie, osiągają od 6 do 16 mm długości, są gładkie lub owłosione. Kwiaty męskie zawierają trzy pręciki o krótkich i wolnych nitkach. Szczątkowa zalążnia wykształcona jest w formie gruczołka. Kwiaty żeńskie z trzema prątniczkami i jajowatą zalążnią zawierającą liczne zalążki. Szyjka słupka krótka, zwieńczona trzema okazałymi, nerkowatymi znamionami.
OwoceKulistawe lub podługowate, mięsiste lub wysychające, wielonasienne jagody. Nasiona podługowate, spłaszczone, gładkie.

## Systematyka
Pozycja systematyczna
Rodzaj z rodziny dyniowatych z rzędu dyniowców. W obrębie rodziny należy do podrodziny Cucurbitoideae i plemienia Benincaseae.
Wykaz gatunków
- Citrullus amarus Schrad.
- Citrullus colocynthis (L.) Schrad. – arbuz kolokwinta
- Citrullus ecirrhosus Cogn.
- Citrullus lanatus (Thunb.) Matsum. & Nakai – arbuz zwyczajny
- Citrullus mucosospermus (Fursa) Fursa
- Citrullus naudinianus (Sond.) Hook.f.
- Citrullus rehmii De Winter